# Jiřina Steimarová
Jiřina Steimarová (24. ledna 1916 Praha – 7. října 2007 Praha) byla česká herečka a divadelní pedagožka, vnučka Vendelína Budila, dcera herce Jiřího Steimara a herečky Anny Steimarové, matka herce Jiřího Kodeta a herečky Evelyny Steimarové.

## Život
Vzhledem k tomu, že pocházela z významné a známé herecké rodiny, se herectví věnovala už od svého dětství. Krátce po absolutoriu dramatického oddělení Pražské konzervatoře již v roce 1933 působila coby elévka činohry Národního divadla v Praze. V letech 1935–1941 zde byla sustentantkou (herečka bez vyššího vzdělání) a v letech 1942–1952 členkou činohry.
Z jejího prvního manželství se sochařem Janem Kodetem pocházel prvorozený syn herec Jiří Kodet, z druhého manželství s obchodníkem a automobilovým závodníkem Jaroslavem Juhanem pak pocházela dcera herečka Evelyna Steimarová a dcera Julie Steimarová. Její druhý muž v roce 1952 emigroval z Československa (do vlasti se vrátil až téměř po 50 letech). Po jeho emigraci byla propuštěna z Národního divadla a byl jí zabaven majetek. V této době žila sama se třemi dětmi. Nakonec jí tehdejší režim dovolil od roku 1953 alespoň angažmá v Hudebním divadle v Karlíně, kde působila až do roku 1979, kdy odešla do důchodu. V závěru svého života se věnovala výuce herectví na Lidové škole umění.

## Ocenění
V roce 1976 byla oceněna titulem zasloužilá umělkyně.

## Filmografie
- 1989 Čas sluhů
- 1987 Šašek a královna (dvořan)
- 1986 Hry pro mírně pokročilé (babička)
- 1980 V hlavní roli Oldřich Nový
- 1978 Báječní muži s klikou
- 1975 Město nic neví (Kalvínská)
- 1972 Dotek motýla (TV film)
- 1968 Hříšní lidé města pražského (TV film)
- 1966 Doktor a běsi (TV hra)
- 1963 Einstein kontra Babinský (Košťálová)
- 1963 Klíčová záležitost (TV film, role : matka)
- 1963 Tři chlapi v chalupě (TV seriál, role: Houfová)
- 1961 Hledá se táta (sousedka)
- 1961 Kolik slov stačí lásce (3. vedoucí kloboučnictví)
- 1960 Chlap jako hora (Kátina matka)
- 1960 Rychlík do Ostravy (sousedka)
- 1960 Žalobníci (Burešová)
- 1959 Život pro Jana Kašpara (Karešova žena)
- 1958 Hvězda jede na jih (Navrátilová)
- 1957 Poslušně hlásím (dáma v nevěstinci)
- 1957 Zářijové noci (domovnice)
- 1956 Dobrý voják Švejk (prostitutka Anděla)
- 1956 Jurášek (Mrázková)
- 1955 Hastrman (Šajvlova žena)
- 1955 Kam s ním (hospodyně Anča)
- 1955 Psohlavci (Dorla)
- 1955 Větrná hora (Jiřičková)
- 1954 Ještě svatba nebyla (Rozina Marinčáková)
- 1954 Na stříbrném zrcadle (matka)
- 1954 Stříbrný vítr (pradlena)
- 1952 Slovo dělá ženu (Jarmila)
- 1950 Posel úsvitu (Gerstnerová)
- 1947 Týden v tichém domě (Marie)
- 1944 Paklíč (Lola)
- 1944 Předtucha
- 1940 Maskovaná milenka (Emilie, maskovaná žena na plese)
- 1940 Poslední Podskalák (Anděla, Oldřichova žena)
- 1937 Děvčata, nedejte se! (žačka)
- 1936 Irčin románek (Irča)
- 1936 Sextánka (sextánka)
- 1935 Pozdní láska (Julinka, Kubaštova neteř)
- 1934 Na Svatém Kopečku (Heda)
- 1934 Poslední muž (Tonča Vacková)
- 1933 Dobrý tramp Bernášek (Jiřina)
- 1933 Rozmary mládí
- 1932 Extase (písařka)
- 1932 Malostranští mušketýři (návštěvnice baru)

## Životopisná biografie
- Ničeho nelituju